# Star Wars Jedi: Fallen Order
Star Wars Jedi: Fallen Order ist ein Action-Adventure-Computerspiel, das von Respawn Entertainment entwickelt und von Electronic Arts (EA) am 15. November 2019 für Microsoft Windows, PlayStation 4 und Xbox One veröffentlicht wurde. Die Geschichte, die nach Star Wars: Episode III – Die Rache der Sith im Star-Wars-Universum spielt, handelt von dem Padawan Cal Kestis, der zum Ziel des Galaktischen Imperiums und einigen Inquisitoren wird, währenddessen er versucht, in Begleitung neuer Freunde, den Jedi-Orden erneut aufzubauen.
Am 28. April 2023 erschien der Nachfolger Star Wars Jedi: Survivor.

## Handlung
Das Spiel beginnt in einer Abwrackwerft auf dem Planeten Bracca, wo alte Sternenzerstörer aus den Klonkriegen zerlegt werden. Der ehemalige Padawan Cal Kestis, der fünf Jahre zuvor die Auslöschung fast aller Jedi unter der Order 66 nur knapp überlebt hat, arbeitet hier im Verborgenen als Schrottsammler für das Galaktische Imperium. Als es bei den Ausschlachtungsarbeiten zu einem Unfall kommt, ist Cal gezwungen, die Macht einzusetzen, um seinen Freund Prauf vor dem Sturz in den Abgrund zu bewahren. Nach dieser Rettungsaktion rät Prauf Cal, von Bracca zu verschwinden, da dieser sich mit der Macht womöglich verraten hat.
Kurze Zeit später jedoch werden Cal, Prauf und eine Gruppe Schrottsammler von der Zweiten und Neunten Schwester konfrontiert, zwei Inquisitorinnen des Imperiums, die den Auftrag haben, Jagd auf überlebende Jedi zu machen. Sie haben von einem Jedi auf Bracca erfahren und fordern nun die Gruppe auf, diesen herauszugeben. Als Prauf vortritt, um Cal zu schützen, wird dieser von der Zweiten Schwester getötet, woraufhin Cal sie wütend mit seinem Lichtschwert angreift. Er wird jedoch überwältigt und in einen fahrenden Güterzug geschleudert, wo er sich gegen angreifende Sturmtruppen wehrt. Nachdem der Zug von imperialen Schiffen zerstört wurde, kommt es auf einer Plattform zum Lichtschwertduell zwischen Cal und der Zweiten Schwester. Dabei erhält Cal unerwartet Hilfe von zwei Fremden, die ihn auf deren Schiff, der Mantis, retten und in Sicherheit bringen. Die Fremden stellen sich als Cere Junda und Greez Dritus vor. Cere erklärt, dass sie eine Jedi war und Cals alten Meister, Jaro Tapal, kannte. Ihre Hoffnung sei es nun, mit Cals Hilfe den Orden der Jedi wieder aufzubauen.
Wenig später landet die Mantis auf Bogano, einem abgelegenen Planeten, der auf keiner Karte des Imperiums verzeichnet ist. Cere beauftragt Cal nun damit, die Geheimnisse eines nahegelegenen, alten Gewölbes zu lüften. Auf dem Weg dorthin freundet sich Cal mit einem kleinen Droiden namens BD-1 an, der ihm hilft, Hindernisse zu überwinden und sein Ziel zu erreichen. Im Inneren des Gewölbes angekommen, zeigt BD-1 ihm eine gespeicherte Hologramm-Nachricht von Ceres ehemaligem Jedi-Meister Eno Cordova. Dieser erklärt, dass das Gewölbe von den Zeffo erbaut wurde, einer uralten Zivilisation, welche einst die Geheimnisse der Macht erforschte. Cordova erhielt eine Vision des Untergangs der Jedi und hat daher im Gewölbe ein Holocron versteckt, welches eine Liste machtbegabter Kinder enthält. Cere glaubt, dass dieses Holocron der Schlüssel zum Wiederaufbau des Jedi-Ordens ist, mit dem das Imperium besiegt werden kann. Die einzige Möglichkeit, das Gewölbe zu öffnen, besteht jedoch darin, Cordovas Pfad zu folgen und die Gräber dreier Zeffo-Weisen in der Galaxis zu finden.
Der erste Hinweis, den Cal aus Cordovas Nachricht entnimmt, führt die Crew der Mantis zur Zeffo-Heimatwelt. Cal und BD-1 finden heraus, dass imperiale Truppen den Planeten bereits besetzt haben, um nach uralten Artefakten zu suchen. Das Vorhaben des Imperiums unter dem Codenamen „Projekt Bohrer“ war zuvor aufgrund starker atmosphärischer Beeinträchtigungen gescheitert. So kann Cal vor den Imperialen den Eingang zum ersten Zeffo-Grab ausfindig machen. In der Gruft des Weisen Eilram enthüllt BD-1 eine weitere Holo-Aufzeichnung von Cordova, welcher von den Verbindungen der Zeffo zum Planeten Kashyyyk berichtet. Laut ihm könnte der dortige Wookie-Häuptling Tarfful Cal bei seiner Suche weiterhelfen.
Mit diesen neuen Informationen setzt die Crew der Mantis Kurs nach Kashyyyk. Beim Eintritt in die Atmosphäre des Planeten geraten sie jedoch mitten in ein Gefecht zwischen dem Imperium und einigen Aufständischen. Cal und BD-1 kapern daraufhin einen AT-AT und zerstören damit eine große Anzahl imperialer Streitkräfte. Anschließend trifft Cal auf den Anführer der Partisanen, Saw Gerrera, welcher dem Padawan um Unterstützung bei der Eroberung einer imperialen Raffinerie bittet. In der Hoffnung, Tarfful könnte einer der dort gefangenen Wookies sein, stimmen Cal und BD-1 zu, Saw zu helfen. Gemeinsam mit den Partisanen gelingt es ihnen, die Wookies zu befreien und die Raffinerie zu erobern; Tarfful ist allerdings nirgendwo zu finden. Mari Kosan, eine von Saws Guerillakämpfern, und der befreite Wookie Choyyssyk erklären sich bereit, Tarfful für Cal ausfindig zu machen. In diesem Moment empfängt die Mantis eine Funkübertragung, laut der das Imperium kurz davor ist, auf Zeffo ein weiteres Grab zu lokalisieren.
Zurück auf Zeffo, finden Cal und BD-1 in der Nähe eines abgestürzten Venator-Sternenzerstörers den Eingang zum Grab des Weisen Miktrull. Als sie tiefer in die Gruft vordringen, geraten sie in eine Falle, die ihnen die Zweite Schwester gestellt hat. Beim folgenden Lichtschwert-Duell scheint diese die Oberhand über Cal zu gewinnen, doch BD-1 kann ihn durch Aktivieren einer Laser-Barriere vor ihrem tödlichen Schlag schützen. Die Zweite Schwester offenbart sich daraufhin als Trilla Suduri, Ceres ehemalige Padawan-Schülerin. Trilla erzählt Cal, dass sie vom Imperium gefangen genommen wurde, nachdem ihre Meisterin unter Folter ihren Aufenthaltsort verriet, und warnt ihn davor, Cere könnte auch ihn unweigerlich verraten. Cal will das nicht glauben und versucht, Cere anzufunken; jedoch wurde die Verbindung zur Mantis von Trilla gehackt. Nachdem er und BD-1 Miktrulls Grab weiter erkundet haben, gelangen sie auf einen hängenden Sarkophag, das kurz darauf von Trillas Streitkräften beschossen wird. Indem Cal seine Verbindung zur Macht weiter stärkt, kann er sich vor dem Absturz retten. Auf dem Weg raus aus dem Grab zeigt BD-1 eine weitere, verschlüsselte Holo-Nachricht, in der Cordova erklärt, dass Cal ein Gerät namens Zeffo-Astrium finden muss, um damit das Gewölbe auf Bogano zu öffnen. Kurz bevor Cal die Mantis erreichen kann, wird er jedoch von einem Kopfgeldjäger überwältigt und gefangen genommen.
Als Cal wenig später aufwacht, findet er sich eingesperrt in einer Asteroiden-Festung des mächtigen Verbrechersyndikats Haxion-Brut wieder. Nachdem er und BD-1 sich aus dem Gefängnis befreien konnten, gelangen sie in eine Gladiatoren-Arena, wo sie Bekanntschaft mit dem Gangsterboss Sorc Tormo machen. Cal erfährt, dass er von der Haxion-Brut wegen Greezes Spielschulden entführt wurde, und muss nun in der Arena gegen verschiedene Kreaturen kämpfen. Auf dem Höhepunkt der Show kann Cal glücklicherweise durch die Mantis, die in die Festung eindringt, gerettet werden. An Bord konfrontiert Cal Cere mit Trillas Enthüllung, da Cere zuvor behauptet hat, ihre Schülerin sei während der Order 66 getötet worden. Der Streit wird durch eine Holo-Nachricht unterbrochen, in der Mari Kosan mitteilt, dass Tarfful in den Schattenlanden auf Kashyyyk gefunden wurde.
Die Crew kehrt nach Kashyyyk zurück, wo Cal feststellen muss, dass Trillas Streitkräfte den Widerstand fast vernichtet hat und Saw mittlerweile vom Planeten geflohen ist. Cal und BD-1 kämpfen sich einen Weg zu den Schattenlanden frei und treffen dort endlich auf Mari und Tarfful. Der Wookie-Häuptling gibt Cal den Rat, auf den Ursprungsbaum zu klettern, da Cordova dort oben einst Antworten fand. Von Mari erhält Cal ein Atemgerät, mit dem er durch einen See zu den Baumwurzeln gelangen kann, und die beiden Gruppen trennen sich. Der gefährliche Aufstieg auf den riesigen Ursprungsbaum wird jedoch durch Angriffe der Neunten Schwester und ihren Streitkräften erschwert. Allerdings bekommen Cal und BD-1 unerwartet Hilfe von einem großen Shyyyo-Vogel, der das Schiff der Inquisitorin zerstört und die beiden bis zur Spitze des Baumes bringt. Oben angekommen, erfährt Cal durch eine weitere Holo-Aufzeichnung aus BD-1, dass Cordova hier vor Jahren ein Zeffo-Astrium fand und ein weiteres sich im Grab des Weisen Kujet auf dem Planeten Dathomir befinden könnte. Plötzlich taucht die Neunte Schwester auf und liefert sich einen heftigen Lichtschwert-Kampf mit Cal. Jedoch kann Cal als Sieger hervorgehen, indem er der Inquisitorin einen Arm abtrennt und sie mit der Macht vom Baum stößt.
Wieder zurück auf der Mantis, berichtet Cal Cere und Greez von seiner Entdeckung, woraufhin sie nach Dathomir aufbrechen. Beim Erkunden dieser zwielichtigen Welt wird Cal von einer Nachtschwester namens Merrin bedroht, die die Jedi für das Massaker an ihrem Volk während der Klonkriege verantwortlich macht. Cal kann ihren Angriffen standhalten und entdeckt wenig später in einiger Entfernung den Eingang zu Kujets Grab. Dabei trifft er auf einen einsamen Wanderer, der vorgibt, alte Ruinen zu studieren und Cal davon abrät, das Grab zu betreten. Bevor Cal und BD-1 sich dem Grab nähern können, werden sie von den Brüdern der Nacht überfallen und abgedrängt. Dadurch sind sie gezwungen, sich einen Weg durch die gefährlichen Sümpfe von Dathomir freizukämpfen. Immer wieder werden sie dabei von Merrin konfrontiert, die noch mehr Nachtbrüder auf die beiden hetzt.
Nach einigen Strapazen schaffen es Cal und BD-1, wieder zum Grab zurückzufinden. Als Cal dort vor einem verschlossenen Tor meditiert, erlebt er eine Rückblende, in der er sich daran erinnert, wie sein Meister Jaro Tapal während der Order 66 sein Leben opferte, um ihn vor den angreifenden Klontruppen zu schützen. Nach dieser Vision wird Cal von einem dunklen Geist Jaro Tapals angegriffen, was dazu führt, dass sein Lichtschwert zerstört wird. Beim Verlassen des Grabs begegnen Cal und BD-1 erneut den Wanderer, welcher sich als Taron Malicos entpuppt, ein ehemaliger Jedi, der nun die dunkle Seite der Macht studiert. Malicos bietet Cal an, sich seiner Sache anzuschließen, wird aber von Merrin unterbrochen, die eine Horde untoter Nachtschwestern erweckt und sie angreifen lässt. Cal und BD-1 können nur knapp entkommen und fliehen zurück zur Mantis, die umgehend den Planeten verlässt.
An Bord erzählt ein bedrückter Cal, wie er sich für den Tod seines Meisters schuldig fühlt. Daraufhin gesteht Cere ihm, dass sie, als sie mit ansehen musste, wie Trilla zur Inquisitorin wurde, kurzzeitig auf die dunkle Seite fiel, weshalb sie ihre Verbindung zur Macht beendet hatte. Sie bittet Cal darum, weiterzumachen, und bringt ihn mit der Mantis zur Eiswelt Ilum, wo es nun seine Aufgabe ist, ein neues Lichtschwert zu bauen. Cere schenkt ihm ihren Schwertgriff, woraufhin Cal zustimmt und mit BD-1 zum alten Jedi-Tempel aufbricht. Er erinnert sich noch an die Tradition der Jedi, in den Eishöhlen von Ilum nach einem eigenen Lichtschwertkristall zu suchen. So kann Cal schließlich seinen Kristall finden, dieser zerbricht jedoch in zwei Teile. Als Cal kurz davor ist, aufzugeben, spielt BD-1 ihm eine letzte Holo-Aufzeichnung von Cordova ab, die enthüllt, dass BD-1 seine Erinnerungen riskiert hat, um Cal bei seiner Suche zu helfen. Daraufhin fasst Cal wieder Mut und nutzt die Kristallsplitter, um aus seinem und Ceres Schwertgriff ein Lichtschwert mit Einzel-, Doppel- und teilbarer Klinge zu erschaffen. Auf dem Weg raus aus den Eishöhlen entdecken er und BD-1 einen riesigen Bergbaubetrieb, mit dem das Imperium die Kristalle des Planeten ausbeutet. Sie kämpfen sich an den vorgerückten Sturmtruppen vorbei und schaffen es zur Mantis, bevor Verstärkung eintrifft.
Cal kehrt zu Kujets Grab auf Dathomir zurück, wo er sich erneut dem dunklen Schatten seines Meisters stellt. Er erkennt, dass er seine Vergangenheit akzeptieren muss, um voranzukommen, woraufhin Jaro Tapals Geist verschwindet und sich das Tor zum Grab öffnet. Als Cal und BD-1 das Grab erkunden, erscheint ihnen erneut Merrin, die sich diesmal gesprächsbereit zeigt. Cal kann sie davon überzeugen, dass nicht die Jedi das damalige Massaker an den Nachtschwestern verübt hatten, sondern es in Wahrheit die Separatisten unter dem Befehl der Sith waren. Merrin lässt die beiden passieren, und Cal begegnet kurz darauf Malicos, der ihn ein weiteres Mal auf die dunkle Seite zu bringen versucht. Als Cal sich weigert, wird Malicos wütend und liefert sich ein Lichtschwert-Duell mit ihm. Dank Merrins Unterstützung gelingt es Cal, Malicos zu besiegen und anschließend das gesuchte Zeffo-Astrium zu finden. Nach einem klärenden Gespräch stimmt Merrin zu, sich Cal und seiner Crew anzuschließen, um mehr über das Leben außerhalb Dathomirs zu erfahren.
Mit Merrin als Neuzugang fliegt die Mantis-Crew zurück nach Bogano, wo Cal mit dem Astrium endlich das Zeffo-Gewölbe öffnen und das Holocron freilegen kann. Dabei erlebt Cal eine Vision seiner möglichen Zukunft, in der er Jedi-Jünglinge ausbildet, die jedoch daraufhin vom Imperium gejagt und getötet werden, wodurch Cal sich ergibt und anschließend selbst zum Inquisitor wird. Als die Vision endet, steht plötzlich Trilla vor ihm, die ihn verfolgt hat. Die beiden bekämpfen sich ein weiteres Mal, allerdings kann Cal Trilla ihr Lichtschwert abnehmen. Das Berühren der Waffe löst in Cal ein Macht-Echo aus, das zeigt, wie Trilla und Cere damals gefoltert wurden, Trilla sich in die Zweite Schwester verwandelte und Cere aus Verzweiflung der dunklen Seite nachgab. Diesen Moment der Verwirrung nutzt Trilla, um mit dem Holocron zu entkommen. Zurück auf der Mantis, erzählt Cal Cere, was passiert ist, woraufhin Cere ihre Verbindung zur Macht wieder aufbaut und Trillas Lichtschwert nutzt, um Cal zum Jedi-Ritter zu schlagen.
Anschließend fliegt die Mantis-Crew nach Nur, einem Wassermond im Mustafar-System, wo sich die Festung der Inquisitoren befindet. Mittels Rettungskapseln landen Cal, BD-1 und Cere auf dem Mond, um das Holocron zurückzuholen. Über einen Zugang unter Wasser dringt Cal in die Festung ein und kämpft sich einen Weg ins Innere frei. Mit Ceres Hilfe gelingt es ihm, das Holocron in der Verhörkammer zu lokalisieren. Als Cal und BD-1 die Kammer erreichen, kommt es zum finalen Duell mit Trilla. Indem Cere mit in den Kampf einschreitet, schafft es Cal, Trilla zu besiegen und das Holocron an sich zu nehmen. Im Anschluss bittet Cere Trilla um Vergebung und macht ihr klar, dass es nicht zu spät sei, die Seiten zu wechseln. Gerade als Trilla dabei ist, Cere zu vergeben, taucht Darth Vader auf und tötet die Inquisitorin für ihr Versagen. Der Sith-Lord erweist sich als zu mächtig für Cere und Cal, die daraufhin nur knapp entkommen. Als sich auf ihrer Flucht Vader ihnen erneut in den Weg stellt, nutzt Cere all ihre Kräfte, um den Sith aufzuhalten. Dabei wird sie bewusstlos, woraufhin Cal mit der Macht ein Loch in die Glaswand sprengt, um Vader durch den Ozean zu entkommen. Cal versucht, Cere an die Wasseroberfläche zu ziehen, scheitert aber daran. Glücklicherweise greift Merrin ein und rettet die beiden vor dem Ertrinken.
Auf der Mantis fragt sich die Crew nun, was sie mit dem Holocron in ihrem Besitz machen sollen. Nach der düsteren Vision auf Bogano erkennt Cal, dass es falsch sei, die machtbegabten Kinder aufzuspüren, da diese so noch mehr ins Visier des Imperiums geraten würden. Er entscheidet sich dafür, ihr Schicksal der Macht anzuvertrauen, und zerstört das Holocron, bevor er die Crew fragt, wohin die Reise als Nächstes gehen soll.

## Trivia
Star Wars Jedi: Fallen Order wurde in den offiziellen Star-Wars-Kanon eingebunden, so dass sich an vielen Stellen Referenzen aus den Filmen sowie den Animationsserien The Clone Wars und Rebels finden lassen. Selbst auf die Sequel-Trilogie mit den Episoden 7–9 gibt es Anspielungen, obwohl deren Handlung erst Jahrzehnte nach den Ereignissen in Fallen Order angesiedelt ist:
- Die Nachtschwestern und die Nachtbrüder, mit denen Cal konfrontiert wird, waren bereits aus den Staffeln 3 und 4 der Serie The Clone Wars bekannt. Auch das mehrmals im Spiel erwähnte Massaker der Separatisten an den Nachtschwestern ereignete sich in The Clone Wars in der Folge Wiedergeburt.
- Cal kann mit der seltenen Fähigkeit des Macht-Echos, auch Psychometrie genannt, durch das Berühren von Objekten mehr über ihre Vergangenheit erfahren. Die gleiche Fähigkeit besitzt auch der Jedi Quinlan Vos, der vor allem aus der The Clone Wars-Folge Die Jagd nach Ziro bekannt ist.
- Der Wookie-Häuptling Tarfful, dem Cal auf Kashyyyk begegnet, hatte bereits einen Auftritt in Star Wars: Episode III. Darin verhilft er mit Chewbacca Yoda während der Order 66 zur Flucht von Kashyyyk.
- Die Inquisitoren des Imperiums waren bereits aus der Serie Rebels bekannt, wohingegen die Zweite und Neunte Schwester bislang nur in Comics auftauchten. Erwähnt wird in Fallen Order auch der Großinquisitor, einer der Hauptantagonisten in Rebels sowie in der Realfilm-Serie Obi-Wan Kenobi.
- Saw Gerrera wird in Fallen Order von Forest Whitaker dargestellt, der ihm auch in Rebels seine Stimme leiht und diesen ebenfalls in Rogue One: A Star Wars Story sowie in der Realfilm-Serie Andor spielt.
- Wenn Cal, nachdem er sein neues Lichtschwert zusammengesetzt hat, Ilum ein zweites Mal besucht, ist beim Anflug ein gewaltiger Graben am Äquator des Planeten zu sehen, der durch den imperialen Bergbau entstand. Dies gilt als Indiz dafür, dass es sich bei Ilum um jenen Planeten handelt, den die Erste Ordnung in Star Wars: Das Erwachen der Macht als Starkiller-Basis nutzt, welche ebendiesen charakteristischen Graben besitzt.
- In einem optionalen Dialog mit Greez erzählt dieser Cal von einer Bar auf dem Planeten Takodana. Dabei handelt es sich um Maz Kanatas Kastell, einer der Schauplätze in Star Wars: Das Erwachen der Macht.
- Auf Zeffo kann Cal optional das Wrack eines republikanischen Sternenzerstörers erkunden. Dieser Abschnitt erinnert an die Szene in Star Wars: Das Erwachen der Macht, in welche Rey auf Jakku einen abgestürzten imperialen Schlachtkreuzer nach verwertbaren Teilen durchsucht. Außerdem lebt Cal, genauso wie Rey, zu Beginn vom Ausschlachten alter Raumschiffe.
- Im Spiel erfährt man, dass Cere sich nach Trillas Verwandlung zur Inquisitorin von der Macht abgewandt hat. Eine Anspielung auf Luke Skywalker in Star Wars: Die letzten Jedi, der nach einem traumatischen Erlebnis ebenfalls seine Verbindung zur Macht für lange Zeit löste.
- Beim Öffnen des Bogano-Gewölbes mit dem Astrium blickt Cal auf eine seltsame Spiegelwand, die ihm seine mögliche Zukunft zeigt. Eine ähnliche Wand findet Rey in Star Wars: Die letzten Jedi auf Ahch-To, durch welche sie mehr über ihre Eltern zu erfahren hofft.

## Spielprinzip
Star Wars Jedi: Fallen Order ist ein Action-Adventure-Videospiel, das aus einer Third-Person-Perspektive gespielt wird. Es nimmt den Metroidvania-Stil der Erkundung und des Fortschritts an. Der Spieler kontrolliert Cal Kestis und hat Zugriff auf ein Lichtschwert und verschiedene Machtfähigkeiten, die sowohl in Kampf- als auch in Rätselszenarien verwendet werden können. Die Feindtypen reichen von imperialen Sturmtruppen, Droiden und Säuberungstruppen, die speziell für den Kampf gegen Jedi ausgebildet wurden, bis hin zu wilden Bestien und erfahrenen Zabrak-Kriegern, die auf jedem Planeten, den Cal erkundet, heimisch sind. Zu den Endgegnern des Spiels gehören die Inquisitoren, die auch Lichtschwerter und die Macht führen, Kopfgeldjäger, die angeheuert werden, um Cal zu jagen, große Fahrzeuge wie AT-STs und wilde Bestien wie der Oggdo Bogdo und der Gorgara.
Cal erwirbt an bestimmten Stellen in der Geschichte Fähigkeiten; jede Fähigkeit ermöglicht den Zugang zu zuvor unzugänglichen Bereichen. Sobald diese Fähigkeiten freigeschaltet sind, kann der Spieler sie über einen Fähigkeitsbaum verbessern. Das Spiel kann nur manuell an festgelegten Speicherpunkten gespeichert werden, die als „Meditationskreise“ erscheinen. In diesen Meditationskreisen kann sich der Spieler „ausruhen“, was Cals Gesundheit, Machtenergie und heilende Gegenstände wieder auffüllt, alle Feinde aber zum respawnen (erneuten erscheinen) bringt. Das Spiel enthält kosmetische Sammlerstücke, die verschiedene Outfits für Cal enthalten, Teile, mit denen Cals Lichtschwert angepasst werden kann, und alternative Farbschemata für die Mantis (das Raumschiff, das verwendet wird, um zwischen den Planeten zu reisen) und Cals Droidenbegleiter BD-1 (der verwendet wird, um auf diese Sammlerstücke zuzugreifen, Gegner, Waffen und Umgebung zu scannen und bestimmte Rätsel zu lösen).
Mit dem 2020 veröffentlichten Star-Wars-Day-Update können Spieler über die Meditationskreise auf die Meditationsarena zugreifen. Dies ermöglicht es ihnen, Kampfherausforderungen zu meistern, bei denen mehrere Wellen von Feinden in Arenen bekämpft werden, die auf bestimmten Orten aus dem Story-Modus basieren. Für das Abschließen dieser Herausforderungen erhält der Spieler ein bis drei Sterne, je nachdem, ob der Spieler die Einschränkungen der Gesundheit des Charakters eingehalten hat, mit denen zusätzliche Skins für BD-1 freigeschaltet werden können. Die Meditationsarena enthält auch ein Kampfgitter, in dem der Spieler gegen seine eigene feindliche Welle antreten kann, während er sich Unbesiegbarkeit, unbegrenzte Macht und andere Cheats gewähren kann.

## Synchronisation
| Rolle                            | Deutsche Stimme          | Englische Stimme  |
| -------------------------------- | ------------------------ | ----------------- |
| Cal Kestis                       | Louis Friedemann Thiele  | Cameron Monaghan  |
| Greez Dritus                     | Kai Taschner             | Daniel Roebuck    |
| Cere Junda                       | Claudia Urbschat-Mingues | Debra Wilson      |
| Trilla Suduri / Zweite Schwester | Carolin von der Groeben  | Elizabeth Grullon |
| Saw Gerrera                      | Tobias Meister           | Forest Whitaker   |
| Prauf                            | Gordon Piedesack         | JB Blanc          |
| Taron Malicos                    | Sebastian Rüger          | Liam McIntyre     |
| Sorc Tormo                       | Marco Sven Reinbold      | Luke Cook         |
| Neunte Schwester                 | Sarah Liu                | Misty Lee         |
| Darth Vader                      | Reiner Schöne            | Scott Lawrence    |
| Darth Sidious                    | Friedhelm Ptok           | Sam Witwer        |
| Mari Kosan                       | Nicole Engeln            | Sumalee Montano   |
| Nachtschwester Merrin            | Betül Jülide Gülgec      | Tina Ivlev        |
| Eno Cordova                      | Gregor Höppner           | Tony Amendola     |
| Jaro Tapal                       | Thomas Balou Martin      | Travis Willingham |
| Klonsoldaten                     | Dennis Herrmann          | Dee Bradley Baker |

## Entwicklung
Stig Asmussen, Creative Director des Spiels, kam 2014 als Game Director zu Respawn Entertainment und leitet das zweite Entwicklungsteam des Studios. Aaron Contreras, der die Geschichte von Mafia III schrieb, leitet das erzählerische Team des Spiels, zu dem Chris Avellone und vier weitere Autoren gehören. Das Studio arbeitet mit Lucasfilm zusammen, um neue Figuren und Orte zu schaffen. Die erste Ankündigung des Spiels erfolgte auf der Electronic Entertainment Expo am 9. Juni 2018. Kurz darauf wurden auf der Webseite des Publishers EA erste Informationen veröffentlicht. Ein erster Trailer des Spiels wurde im Rahmen der Star Wars Celebration in Chicago im April 2019 gezeigt.
Das Spiel verwendet die Unreal Engine 4 und setzt temporale Bilddatenverrechnung zur Glättung ein. Spiegelungen werden durch Screen Space Reflections realisiert, die technisch bedingt nur Objekte im Sichtfeld des Spielers spiegeln. Zudem existiert ein Level of Detail System, da aus Performance Gründen nicht das gesamte Level auf einmal geladen wird.

## Rezeption
Star Wars Jedi: Fallen Order erhielt äußerst positive Wertungen. Während die Website Metacritic für die PC-Version des Spiels einen Metascore von 90 von 100 Punkten aggregierte und dadurch das Prädikat Universal acclaim gab, erhielten die Versionen für Konsole jeweils 84 %.
Laut dem Fazit des GameStar-Testers Dimitry Halley leiht sich das Spiel seine besten Mechaniken von anderen Titeln und ordnet sich so in das Action-Adventure-Subgenre der Metroidvanias ein. Auch wenn die Story manchmal etwas zu dick auftrage, entfalte das Spiel „perfekte Star-Wars-Magie“. Sein Kollege Heiko Klinge ist nicht ganz so euphorisch und bezeichnet das Spiel nur als „sehr gutes, aber eben bei weitem nicht herausragendes Action-Adventure“. Im Vergleich zu anderen Spielen seien die Kämpfe nicht so präzise, wie in Sekiro, die Akrobatikeinlagen nicht so spektakulär wie in Shadow of the Tomb Raider und die Rätsel nicht so clever wie in der Uncharted-Reihe. Andererseits zeige das Spiel aber auch keine großen Schwächen und sei in der Summe seiner Teile eine wunderbare Einzelspielererfahrung bis zur letzten Spielminute.

„So ein Star-Wars-Spiel habe ich mir seit Jahren gewünscht.“

Das deutsche Fachmagazin PC Games nennt Star Wars Jedi: Fallen Order ein „echtes Solo-Abenteuer ohne Schnickschnack“. Das Spiel sei zwar nicht perfekt, aber die Mischung aus herausfordernden Kämpfen, schön gestalteten Welten und interessanten Rätseln würde vor allem Fans überzeugen.

„Die gelungene Rückkehr des Star-Wars-Solo-Abenteuers.“

Das Magazin Golem.de kritisiert hingegen einige Design-Entscheidungen. So sind Gänge und Räume teils sehr verwirrend angeordnet. Selbst mit einblendbarer 3D-Karte sind die Wege nicht immer erkennbar. Zudem ist die Steuerung teils unpräzise und die Respawns sorgen für Frust. Einige Machtfähigkeiten sind für den Spieler kaum wahrnehmbar. Umfang, Wiederspielwert und Atmosphäre sind jedoch stimmig.

### Auszeichnungen
| Jahr | Award                             | Kategorie                                            | Resultat  | Ref           |
| ---- | --------------------------------- | ---------------------------------------------------- | --------- | ------------- |
| 2019 | Game Critics Awards               | Best of Show                                         | Nominiert | [ 20 ]        |
| 2019 | Game Critics Awards               | Best Console Game                                    | Nominiert | [ 20 ]        |
| 2019 | Game Critics Awards               | Best Action/Adventure Game                           | Nominiert | [ 20 ]        |
| 2019 | Titanium Awards                   | Game of the Year                                     | Gewonnen  | [ 21 ] [ 22 ] |
| 2019 | Titanium Awards                   | Best Game Design                                     | Gewonnen  | [ 21 ] [ 22 ] |
| 2019 | Titanium Awards                   | Best Adventure Game                                  | Gewonnen  | [ 21 ] [ 22 ] |
| 2020 | New York Game Awards              | Great White Way Award for Best Acting in a Game      | Nominiert | [ 23 ]        |
| 2020 | Guild of Music Supervisors Awards | Best Music Supervision in a Video Game               | Nominiert | [ 24 ]        |
| 2020 | 23rd Annual D.I.C.E. Awards       | Outstanding Achievement in Character (Greez)         | Nominiert | [ 25 ] [ 26 ] |
| 2020 | 23rd Annual D.I.C.E. Awards       | Adventure Game of the Year                           | Gewonnen  | [ 25 ] [ 26 ] |
| 2020 | NAVGTR Awards                     | Art Direction, Fantasy                               | Nominiert | [ 27 ] [ 28 ] |
| 2020 | NAVGTR Awards                     | Direction in a Game Cinema                           | Nominiert | [ 27 ] [ 28 ] |
| 2020 | NAVGTR Awards                     | Game, Franchise Action                               | Gewonnen  | [ 27 ] [ 28 ] |
| 2020 | NAVGTR Awards                     | Performance in a Drama, Lead                         | Nominiert | [ 27 ] [ 28 ] |
| 2020 | NAVGTR Awards                     | Performance in a Drama, Supporting (Debra Wilson)    | Nominiert | [ 27 ] [ 28 ] |
| 2020 | NAVGTR Awards                     | Sound Editing in a Game Cinema                       | Nominiert | [ 27 ] [ 28 ] |
| 2020 | NAVGTR Awards                     | Sound Effects                                        | Gewonnen  | [ 27 ] [ 28 ] |
| 2020 | Pégases Awards 2020               | Best International Game                              | Nominiert | [ 29 ]        |
| 2020 | SXSW Gaming Awards                | Video Game of the Year                               | Nominiert | [ 30 ] [ 31 ] |
| 2020 | SXSW Gaming Awards                | Excellence in Gameplay                               | Nominiert | [ 30 ] [ 31 ] |
| 2020 | SXSW Gaming Awards                | Excellence in SFX                                    | Gewonnen  | [ 30 ] [ 31 ] |
| 2020 | SXSW Gaming Awards                | Excellence in Visual Achievement                     | Nominiert | [ 30 ] [ 31 ] |
| 2020 | 16th British Academy Games Awards | Audio Achievement                                    | Nominiert | [ 32 ]        |
| 2020 | 16th British Academy Games Awards | Narrative                                            | Nominiert | [ 32 ]        |
| 2020 | 18th Annual G.A.N.G. Awards       | Audio of the Year                                    | Nominiert | [ 33 ] [ 34 ] |
| 2020 | 18th Annual G.A.N.G. Awards       | Music of the Year                                    | Nominiert | [ 33 ] [ 34 ] |
| 2020 | 18th Annual G.A.N.G. Awards       | Sound Design of the Year                             | Nominiert | [ 33 ] [ 34 ] |
| 2020 | 18th Annual G.A.N.G. Awards       | Best Cinematic Cutscene Audio                        | Nominiert | [ 33 ] [ 34 ] |
| 2020 | 18th Annual G.A.N.G. Awards       | Best Dialogue                                        | Nominiert | [ 33 ] [ 34 ] |
| 2020 | 18th Annual G.A.N.G. Awards       | Best Original Instrumental                           | Nominiert | [ 33 ] [ 34 ] |
| 2020 | 18th Annual G.A.N.G. Awards       | Best Original Choral Composition („Cordova's Theme“) | Gewonnen  | [ 33 ] [ 34 ] |
| 2020 | 18th Annual G.A.N.G. Awards       | Best Audio Mix                                       | Nominiert | [ 33 ] [ 34 ] |
| 2020 | ASCAP Composers’ Choice Awards    | Video Game Score of the Year                         | Gewonnen  | [ 35 ] [ 36 ] |
| 2020 | The Game Awards 2020              | Best Action/Adventure Game                           | Nominiert | [ 37 ]        |

## Belletristik
- Matthew Rosenberg, Will Sliney: Star Wars Sonderband - Jedi - Fallen Order - Der dunkle Tempel. Vorgeschichte zum Videospiel, Panini Verlag, 2020, ISBN  978-3-7416-1731-7.